# Ngô Học Khiêm
Ngô Học Khiêm (19 tháng 12 năm 1921 — 4 tháng 4 năm 2008) là chính khách nước Cộng hòa Nhân dân Trung Hoa, nguyên Bộ trưởng Bộ Ngoại giao và Phó Thủ tướng Quốc vụ viện.

## Tiểu sử
Ngô Học Khiêm sinh ra ở Thượng Hải năm 1921. Năm 1939, ông gia nhập Đảng Cộng sản Trung Quốc. Ông là Phó Trưởng Ban Liên lạc Đối ngoại Trung ương từ năm 1978 đến năm 1982, Thứ trưởng thứ nhất Bộ Ngoại giao từ tháng 4 năm 1982 đến tháng 11 năm 1982.
Ngô Học Khiêm giữ chức Ngoại trưởng Trung Quốc từ năm 1982 đến năm 1988. Ông là Ủy viên Bộ Chính trị Đảng Cộng sản Trung Quốc khóa XIII từ năm 1987 đến năm 1992.
Ngô Học Khiêm qua đời vì bệnh ngày 4 tháng 4 năm 2008.